# Segunda División B 2018-2019
La Segunda División B 2018-2019 è stata la 42ª edizione del campionato di calcio spagnolo di terza divisione ad avere questa denominazione. Il campionato vede la partecipazione di 80 squadre raggruppate in quattro gironi, quindi 20 squadre per girone raggruppate prevalentemente secondo un criterio geografico.
Le prime quattro di ogni gruppo sono ammesse ai play-off, suddivisi in due fasi, per la promozione in Segunda División, mentre solo le vincitrici dei gironi possono contendersi il titolo di Campione di Segunda División B. Le ultime quattro di ogni gruppo invece, retrocedono in Tercera División. Sono previsti anche i play-out per le sedicesime che si affrontano in due semifinali. Inoltre ben 28 squadre prenderanno parte alla Coppa del Re, quindi le prime 7 squadre di ogni girone escluse le squadre riserve.

## Avvenimenti

### Cambiamenti di squadra dalla scorsa stagione
Retrocesse in Tercera División
- Cerceda
- Gimnástica Segoviana
- Racing Ferrol
- Toledo
- Caudal
- Osasuna B
- Lealtad
- Peña Sport
- Llagostera
- Formentera
- Atlético Saguntino
- Santa Eulalia
- Deportivo Aragón
- Mérida AD
- Écija
- Córdoba B
- Betis B
- Lorca

Promosse dalla Tercera División
- Salamanca UDS
- Unionistas
- Internacional
- Langreo
- Real Oviedo B
- Torrelavega
- Calahorra
- Durango
- Teruel
- Ejea
- Conquense
- Espanyol B
- Atlético Levante
- Castellón
- Almería B
- Malaga B
- Atlético Sanluqueño
- Don Benito
- Ibiza[2]

Promosse in Segunda División
- Elche
- Extremadura UD
- Rayo Majadahonda
- Maiorca

Retrocesse dalla Segunda División
- Barcellona B
- Leonesa
- Lorca[3]
- Siviglia Atlético

## Gruppo 1
Il primo gruppo è costituito da squadre provenienti dalle regioni autonome di  Castiglia e León (7),  Comunità autonoma di Madrid (7),  Galizia (5) e  Isole Canarie (1).

### Squadre
| Squadra             | Città                      | Stadio                  |
| ------------------- | -------------------------- | ----------------------- |
| Atlético Madrid B   | Madrid                     | Nuevo Cerro del Espino  |
| Burgos              | Burgos                     | El Plantío              |
| Celta Vigo B        | Vigo                       | Barreiro                |
| Coruxo              | Vigo                       | O Vao                   |
| Leonesa             | León                       | Reino de León           |
| Deportivo B         | La Coruña                  | El Mundo del Fútbol     |
| Fuenlabrada         | Fuenlabrada                | Fernando Torres         |
| Guijuelo            | Guijuelo                   | Municipal de Guijuelo   |
| Internacional       | Boadilla del Monte         | Polideportivo Municipal |
| Las Palmas Atlético | Las Palmas                 | Anexo Gran Canaria      |
| Navalcarnero        | Navalcarnero               | Mariano González        |
| Ponferradina        | Ponferrada                 | Stadio El Toralín       |
| Pontevedra          | Pontevedra                 | Pasarón                 |
| Rápido de Bouzas    | Vigo                       | Baltasar Pujales        |
| Real M. Castilla    | Madrid                     | Alfredo di Stéfano      |
| Salamanca UDS       | Salamanca                  | Helmántico              |
| S.S. Reyes          | San Sebastián de los Reyes | Matapiñonera            |
| Unión Adarve        | Madrid                     | Garcia de La Mata       |
| Unionistas          | Salamanca                  | Pistas del Helmántico   |
| Real Valladolid B   | Valladolid                 | Anexos José Zorrilla    |

### Classifica
|  | Pos. | Squadra             | Pt | G  | V  | N  | P  | GF | GS | DR  |
|  | ---- | ------------------- | -- | -- | -- | -- | -- | -- | -- | --- |
|  | 1.   | Fuenlabrada         | 71 | 38 | 20 | 11 | 7  | 49 | 21 | +28 |
|  | 2.   | Ponferradina        | 69 | 38 | 19 | 12 | 7  | 55 | 27 | +28 |
|  | 3.   | Atlético Madrid B   | 68 | 38 | 19 | 11 | 8  | 57 | 32 | +25 |
|  | 4.   | Real M. Castilla    | 65 | 38 | 18 | 11 | 9  | 62 | 45 | +17 |
|  | 5.   | Leonesa             | 65 | 38 | 17 | 14 | 7  | 56 | 34 | +22 |
|  | 6.   | Pontevedra          | 62 | 38 | 18 | 8  | 12 | 45 | 38 | +7  |
|  | 7.   | Guijuelo            | 59 | 38 | 17 | 8  | 13 | 35 | 33 | +2  |
|  | 8.   | S.S. Reyes          | 56 | 38 | 15 | 11 | 12 | 54 | 45 | +9  |
|  | 9.   | Unionistas          | 52 | 38 | 12 | 16 | 10 | 39 | 37 | +2  |
|  | 10.  | Coruxo              | 50 | 38 | 11 | 17 | 10 | 38 | 41 | -3  |
|  | 11.  | Real Valladolid B   | 49 | 38 | 12 | 13 | 13 | 33 | 40 | -7  |
|  | 12.  | Salamanca UDS       | 49 | 38 | 12 | 13 | 13 | 40 | 42 | –2  |
|  | 13.  | Burgos              | 48 | 38 | 12 | 12 | 14 | 28 | 32 | –4  |
|  | 14.  | Internacional       | 48 | 38 | 12 | 12 | 14 | 47 | 54 | –7  |
|  | 15.  | Las Palmas Atlético | 48 | 38 | 12 | 12 | 14 | 26 | 33 | –7  |
|  | 16.  | Celta Vigo B        | 46 | 38 | 12 | 10 | 16 | 45 | 48 | –3  |
|  | 17.  | Rápido de Bouzas    | 38 | 38 | 10 | 8  | 20 | 28 | 55 | –27 |
|  | 18.  | Unión Adarve        | 36 | 38 | 9  | 9  | 20 | 42 | 62 | –20 |
|  | 19.  | Navalcarnero        | 25 | 38 | 6  | 7  | 25 | 37 | 70 | –33 |
|  | 20.  | Deportivo B         | 24 | 38 | 5  | 9  | 24 | 28 | 55 | –27 |

Legenda:

      Qualificata ai play-off promozione "campioni"
      Qualificate ai play-off promozione "piazzate"
      Qualificata alla Coppa del Re 2019-2020
      Qualificate ai play-out
      Retrocesse in Tercera División 2019-2020
Note:

Tre punti a vittoria, uno a pareggio, zero a sconfitta.
Verdetti:
- Fuenlabrada qualificata ai play-off campioni.
- Ponferradina,   Atlético Madrid B e   Real M. Castilla qualificate ai play-off delle piazzate.
- qualificate alla Coppa del Re 2019-2020.
- Celta Vigo B qualificata ai play-out.
- Deportivo B,  Navalcarnero,  Unión Adarve e  Rápido de Bouzas retrocesse in Tercera División 2019-2020.

Classifica Marcatori:

| Goalscorers       | Goals | Team             |
| ----------------- | ----- | ---------------- |
| Cristo González   | 20    | Real M. Castilla |
| Yuri de Souza     | 18    | Ponferradina     |
| Christian Perales | 15    | S.S. Reyes       |
| Sergio Castel     | 13    | S.S. Reyes       |
| Cedric Omoigui    | 11    | Fuenlabrada      |

## Gruppo 2
Il secondo gruppo è costituito da squadre provenienti dalle regioni autonome di  Paesi Baschi (10),  Asturie (3),  Cantabria (2),  La Rioja (2),  Navarra (2) e  Castiglia e León (1).

### Squadre
| Squadra           | Città             | Stadio                     |
| ----------------- | ----------------- | -------------------------- |
| Amorebieta        | Amorebieta-Etxano | Campo Municipal de Urritxe |
| Arenas Getxo      | Getxo             | Gobela                     |
| Athletic Bilbao B | Bilbao            | Santa María de Lezama      |
| Barakaldo         | Barakaldo         | Lasesarre                  |
| Calahorra         | Calahorra         | La Planilla                |
| Durango           | Durango           | Tabira                     |
| Gernika           | Guernica          | Urbieta                    |
| Izarra            | Estella           | Merkatondoa                |
| Langreo           | Langreo           | Ganzábal                   |
| Leioa             | Leioa             | Sarriena                   |
| Mirandés          | Miranda de Ebro   | Anduva                     |
| Real Oviedo B     | Oviedo            | El Requexón                |
| Racing Santander  | Santander         | El Sardinero               |
| Real Sociedad B   | San Sebastián     | José Luis Orbegozo         |
| Real Unión        | Irun              | Stadium Gal                |
| Sporting Gijón B  | Gijón             | Pepe Ortiz                 |
| Torrelavega       | Torrelavega       | El Malecón                 |
| Tudelano          | Tudela            | Ciudad de Tudela           |
| UD Logroñés       | Logroño           | Las Gaunas                 |
| Vitoria           | Laudio            | Ellakuri                   |

### Classifica
|  | Pos. | Squadra           | Pt | G  | V  | N  | P  | GF | GS | DR  |
|  | ---- | ----------------- | -- | -- | -- | -- | -- | -- | -- | --- |
|  | 1.   | Racing Santander  | 78 | 38 | 22 | 12 | 4  | 66 | 25 | +41 |
|  | 2.   | UD Logroñés       | 72 | 38 | 20 | 12 | 6  | 44 | 22 | +22 |
|  | 3.   | Mirandés          | 69 | 38 | 19 | 12 | 7  | 53 | 32 | +21 |
|  | 4.   | Barakaldo         | 61 | 38 | 18 | 7  | 13 | 41 | 40 | +1  |
|  | 5.   | Real Oviedo B     | 59 | 38 | 15 | 14 | 9  | 55 | 45 | +10 |
|  | 6.   | Athletic Bilbao B | 57 | 38 | 16 | 9  | 13 | 67 | 45 | +22 |
|  | 7.   | Leioa             | 53 | 38 | 12 | 17 | 9  | 43 | 40 | +3  |
|  | 8.   | Amorebieta        | 53 | 38 | 14 | 11 | 13 | 44 | 45 | -1  |
|  | 9.   | Langreo           | 52 | 38 | 15 | 7  | 16 | 43 | 48 | -5  |
|  | 10.  | Calahorra         | 50 | 38 | 13 | 11 | 14 | 45 | 52 | -7  |
|  | 11.  | Sporting Gijón B  | 49 | 38 | 13 | 10 | 15 | 42 | 43 | -1  |
|  | 12.  | Real Sociedad B   | 45 | 38 | 12 | 9  | 17 | 47 | 42 | +5  |
|  | 13.  | Izarra            | 45 | 38 | 9  | 18 | 11 | 33 | 44 | -11 |
|  | 14.  | Tudelano          | 45 | 38 | 10 | 15 | 13 | 33 | 42 | -9  |
|  | 15.  | Arenas Getxo      | 45 | 38 | 11 | 12 | 15 | 33 | 40 | -7  |
|  | 16.  | Real Unión        | 44 | 38 | 9  | 17 | 12 | 39 | 44 | -5  |
|  | 17.  | Gernika           | 42 | 38 | 8  | 18 | 12 | 32 | 42 | –10 |
|  | 18.  | Vitoria           | 35 | 38 | 7  | 14 | 17 | 34 | 51 | –17 |
|  | 19.  | Torrelavega       | 32 | 38 | 6  | 14 | 18 | 25 | 44 | –19 |
|  | 20.  | Durango           | 30 | 38 | 7  | 9  | 22 | 32 | 65 | –33 |

Legenda:

      Qualificata ai play-off promozione "campioni"
      Qualificate ai play-off promozione "piazzate"
      Qualificata alla Coppa del Re 2019-2020
      Qualificate ai play-out
      Retrocesse in Tercera División 2019-2020
Note:

Tre punti a vittoria, uno a pareggio, zero a sconfitta.
Verdetti:
- Racing Santander qualificata ai play-off campioni.
- Mirandés,  UD Logroñés e  Barakaldo qualificate ai play-off delle piazzate.
- qualificate alla Coppa del Re 2019-2020.
- Real Unión qualificata ai play-out.
- Durango,  Torrelavega,  Vitoria e  Gernika retrocesse in Tercera División 2019-2020.

Classifica Marcatori:

| Goalscorers      | Goals | Team              |
| ---------------- | ----- | ----------------- |
| Asier Villalibre | 23    | Athletic Bilbao B |
| Ernesto Gómez    | 15    | Real Oviedo B     |
| Toni Gabarré     | 15    | Tudelano          |
| Eduardo Ubis     | 13    | Calahorra         |
| Mikel Orbegozo   | 13    | Real Unión        |

## Gruppo 3
Il terzo gruppo è costituito da squadre provenienti dalle regioni autonome di  Catalogna (8),  Comunità Valenzana (7),  Aragona (3),  Castiglia-La Mancia (1) e  Isole Baleari (1).

### Squadre
| Squadra           | Città                  | Stadio                     |
| ----------------- | ---------------------- | -------------------------- |
| Alcoyano          | Alcoy                  | El Collao                  |
| Atlético Baleares | Palma di Maiorca       | Son Malferit               |
| Atlético Levante  | Valencia               | Ciudad Deportiva           |
| Badalona          | Badalona               | Municipal                  |
| Barcellona B      | Barcellona             | Mini Estadi                |
| Castellón         | Castellón de la Plana  | Castalia                   |
| Conquense         | Cuenca                 | La Fuensanta               |
| Cornellà          | Barcellona             | Camp Municipal de Cornella |
| Ebro              | Saragozza              | El Carmen                  |
| Ejea              | Ejea de los Caballeros | Luchán                     |
| Espanyol B        | Barcellona             | Ciudad Deportiva           |
| Hércules          | Alicante               | José Rico Pérez            |
| Lleida            | Lleida                 | Camp d'Esports             |
| Olot              | Olot                   | Municipal d'Olot           |
| Ontinyent         | Ontinyent              | El Clariano                |
| Peralada          | Peralada               | Municipal                  |
| Sabadell          | Sabadell               | Nova Creu Alta             |
| Teruel            | Teruel                 | Pinilla                    |
| Valencia Mestalla | Valencia               | Antonio Puchades           |
| Villarreal B      | Villareal              | Ciudad Deportiva           |

### Classifica
|  | Pos. | Squadra           | Pt | G  | V  | N  | P  | GF | GS | DR  |
|  | ---- | ----------------- | -- | -- | -- | -- | -- | -- | -- | --- |
|  | 1.   | Atlético Baleares | 75 | 38 | 21 | 12 | 5  | 52 | 30 | +22 |
|  | 2.   | Hércules          | 67 | 38 | 19 | 10 | 9  | 36 | 24 | +12 |
|  | 3.   | Villarreal B      | 62 | 38 | 17 | 11 | 10 | 54 | 39 | +15 |
|  | 4.   | Cornellà          | 61 | 38 | 15 | 16 | 7  | 44 | 29 | +15 |
|  | 5.   | Espanyol B        | 60 | 38 | 16 | 12 | 10 | 55 | 38 | +17 |
|  | 6.   | Lleida            | 56 | 38 | 15 | 11 | 12 | 46 | 39 | +7  |
|  | 7.   | Badalona          | 56 | 38 | 14 | 14 | 10 | 36 | 32 | +4  |
|  | 8.   | Barcellona B      | 53 | 38 | 14 | 11 | 13 | 47 | 39 | +8  |
|  | 9.   | Ebro              | 52 | 38 | 12 | 16 | 10 | 30 | 34 | -4  |
|  | 10.  | Olot              | 48 | 38 | 10 | 18 | 10 | 33 | 31 | +2  |
|  | 11.  | Atlético Levante  | 45 | 38 | 11 | 12 | 15 | 41 | 43 | -2  |
|  | 12.  | Sabadell          | 45 | 38 | 12 | 9  | 17 | 36 | 53 | –17 |
|  | 13.  | Valencia Mestalla | 44 | 38 | 11 | 11 | 16 | 44 | 50 | –6  |
|  | 14.  | Ejea              | 44 | 38 | 10 | 14 | 14 | 30 | 36 | –6  |
|  | 15.  | Castellón         | 44 | 38 | 8  | 20 | 10 | 36 | 36 | +0  |
|  | 16.  | Alcoyano          | 43 | 38 | 9  | 16 | 13 | 33 | 45 | –12 |
|  | 17.  | Teruel            | 41 | 38 | 9  | 14 | 15 | 32 | 48 | –16 |
|  | 18.  | Conquense         | 39 | 38 | 8  | 15 | 15 | 31 | 44 | –13 |
|  | 19.  | Peralada          | 39 | 38 | 8  | 15 | 15 | 38 | 45 | –7  |
|  | 20.  | Ontinyent1        | 0  | 38 | 7  | 11 | 20 | 23 | 42 | –19 |

- 1 L'Ontinyent si ritira dalla competizione a causa di problemi economici, gli ultimi 8 incontri saranno persi a tavolino per 1 a 0 a favore dell'avversario.

Legenda:

      Qualificata ai play-off promozione "campioni"
      Qualificate ai play-off promozione "piazzate"
      Qualificata alla Coppa del Re 2019-2020
      Qualificate ai play-out
      Retrocesse in Tercera División 2019-2020
Note:

Tre punti a vittoria, uno a pareggio, zero a sconfitta.
Verdetti:
- Atlético Baleares qualificata ai play-off campioni.
- Hércules,  Villarreal B e  Cornellà qualificate ai play-off delle piazzate.
- qualificate alla Coppa del Re 2019-2020.
- Alcoyano qualificata ai play-out.
- Ontinyent,  Peralada,  Conquense e  Teruel retrocesse in Tercera División 2019-2020.

Classifica Marcatori:

| Goalscorers      | Goals | Team         |
| ---------------- | ----- | ------------ |
| Pedro Martín     | 16    | Lleida       |
| Víctor Campuzano | 15    | Espanyol B   |
| Juanto Ortuño    | 14    | Lleida       |
| Simón Moreno     | 13    | Villarreal B |
| Jairo Cárcaba    | 13    | Castellón    |

## Gruppo 4
Il quarto gruppo è costituito da squadre provenienti dalle regioni autonome di  Andalusia (10),  Murcia (4),  Estremadura (3),  Castiglia-La Mancia (1),  Isole Baleari (1) e  Melilla (1).

### Squadre
| Squadra              | Città                     | Stadio                             |
| -------------------- | ------------------------- | ---------------------------------- |
| Almería B            | Almería                   | Stadio dei Giochi del Mediterraneo |
| Atlético Sanluqueño  | Sanlúcar de Barrameda     | El Palmar                          |
| Badajoz              | Badajoz                   | Nuevo Vivero                       |
| FC Cartagena         | Cartagena                 | Cartagonova                        |
| Don Benito           | Don Benito                | Vicente Sanz                       |
| El Ejido             | El Ejido                  | Santo Domingo                      |
| Granada B            | Granada                   | Ciudad Deportiva                   |
| Ibiza                | Ibiza                     | Can Misses                         |
| Jumilla              | Jumilla                   | La Hoya                            |
| Linense              | La Línea de la Concepción | Mun. de La L. de la Concepción     |
| Malaga B             | Malaga                    | El Viso                            |
| Marbella FC          | Marbella                  | Municipal                          |
| Melilla              | Melilla                   | Municipal Álvarez Claro            |
| Real Murcia          | Murcia                    | Nueva Condomina                    |
| Recreativo Huelva    | Huelva                    | Nuevo Colombino                    |
| San Fernando CD      | San Fernando              | Iberoamericano                     |
| Siviglia Atlético    | Siviglia                  | Ciudad Deportiva                   |
| Talavera de la Reina | Talavera de la Reina      | El Prado                           |
| UCAM Murcia          | Murcia                    | La Condomina                       |
| Villanovense         | Villanueva de la Serena   | Villanovense                       |

### Classifica
|  | Pos. | Squadra              | Pt | G  | V  | N  | P  | GF | GS | DR  |
|  | ---- | -------------------- | -- | -- | -- | -- | -- | -- | -- | --- |
|  | 1.   | Recreativo Huelva    | 78 | 38 | 23 | 9  | 6  | 50 | 23 | +27 |
|  | 2.   | FC Cartagena         | 75 | 38 | 22 | 9  | 7  | 62 | 27 | +35 |
|  | 3.   | Melilla              | 72 | 38 | 21 | 9  | 8  | 55 | 32 | +23 |
|  | 4.   | Badajoz              | 66 | 38 | 19 | 9  | 10 | 44 | 31 | +13 |
|  | 5.   | UCAM Murcia          | 66 | 38 | 20 | 6  | 12 | 54 | 40 | +14 |
|  | 6.   | Ibiza                | 63 | 38 | 17 | 12 | 9  | 41 | 31 | +10 |
|  | 7.   | Marbella FC          | 60 | 38 | 17 | 9  | 12 | 42 | 33 | +9  |
|  | 8.   | San Fernando CD      | 60 | 38 | 17 | 9  | 12 | 44 | 36 | +8  |
|  | 9.   | Talavera de la Reina | 50 | 38 | 14 | 8  | 16 | 34 | 34 | +0  |
|  | 10.  | Siviglia Atlético    | 48 | 38 | 13 | 9  | 16 | 37 | 46 | -9  |
|  | 11.  | Real Murcia          | 48 | 38 | 11 | 15 | 12 | 32 | 32 | +0  |
|  | 12.  | Linense              | 46 | 38 | 11 | 13 | 14 | 33 | 33 | +0  |
|  | 13.  | Atlético Sanluqueño  | 46 | 38 | 12 | 10 | 16 | 32 | 48 | –16 |
|  | 14.  | Granada B            | 45 | 38 | 11 | 12 | 15 | 37 | 42 | –5  |
|  | 15.  | Don Benito           | 44 | 38 | 11 | 11 | 16 | 38 | 49 | –11 |
|  | 16.  | Jumilla              | 43 | 38 | 11 | 10 | 17 | 31 | 42 | –11 |
|  | 17.  | El Ejido             | 39 | 38 | 10 | 9  | 19 | 29 | 47 | –18 |
|  | 18.  | Villanovense         | 38 | 38 | 7  | 17 | 14 | 32 | 40 | –8  |
|  | 19.  | Malaga B             | 29 | 38 | 7  | 8  | 23 | 27 | 54 | –27 |
|  | 20.  | Almería B            | 23 | 38 | 5  | 8  | 25 | 27 | 61 | –34 |

Legenda:

      Qualificata ai play-off promozione "campioni"
      Qualificate ai play-off promozione "piazzate"
      Qualificata alla Coppa del Re 2019-2020
      Qualificate ai play-out
      Retrocesse in Tercera División 2019-2020
Note:

Tre punti a vittoria, uno a pareggio, zero a sconfitta.
Verdetti:
- Recreativo Huelva qualificata ai play-off campioni.
- FC Cartagena,  Melilla e  Badajoz qualificate ai play-off delle piazzate.
- qualificate alla Coppa del Re 2019-2020.
- Jumilla qualificata ai play-out.
- Almería B,  Malaga B,  El Ejido e  Villanovense retrocesse in Tercera División 2019-2020.

Classifica Marcatori:

| Goalscorers    | Goals | Team              |
| -------------- | ----- | ----------------- |
| Elady Zorrilla | 19    | FC Cartagena      |
| Caye Quintana  | 16    | Recreativo Huelva |
| Óscar García   | 14    | Melilla           |
| Juanma García  | 12    | Marbella FC       |
| Manuel Onwu    | 11    | UCAM Murcia       |

## Play-off
I play-off si dividono in due categorie: quello dei campioni (a cui prendono parte i vincitori dei rispettivi raggruppamenti) e quello dei piazzati (cui partecipano le squadre classificatesi tra la seconda e la quarta posizione in tutti e quattro i gironi). Il sorteggio decide le partite che disputeranno i campioni. Le due vincenti vengono promosse direttamente in Segunda División e si scontrano nella finale che decide chi si aggiudicherà il titolo di campione della Segunda División B. Le perdenti delle semifinali finiscono invece nei play-off delle piazzate. Questi constano di tre turni: nel primo le seconde dei raggruppamenti sfidano una quarta ciascuna, mentre le terze giocano tra di loro. Anche in questo caso gli incontri vengono decisi dal sorteggio, il quale fa da arbitro anche per il secondo e il terzo turno. Nel secondo le sei vincenti dei play-off piazzati e le due eliminate da quello campioni giocano per arrivare al terzo turno, il quale decreterà le altre due promosse.
Tutte le sfide vengono disputate in incontri di andata e ritorno. In caso di parità passa la squadra che ha segnato più gol fuori casa. Nel caso questo criterio non decreti un vincitore si giocano due tempi supplementari ed eventualmente si tirano i rigori.

### Campioni
| Gruppo | Squadra           |
| ------ | ----------------- |
| 1      | Fuenlabrada       |
| 2      | Racing Santander  |
| 3      | Atlético Baleares |
| 4      | Recreativo Huelva |

#### Semifinali
Partecipano le 4 squadre vincitrici dei rispettivi gironi, le 2 vincitrici verranno promosse direttamente in Segunda Division 2019-2020, mentre le 2 eliminate entreranno al secondo turno del play-off "piazzate".
| Squadra 1        | Totale     | Squadra 2         | Andata | Ritorno |
| ---------------- | ---------- | ----------------- | ------ | ------- |
| Racing Santander | 1 - 1(gfc) | Atlético Baleares | 0 - 0  | 1 - 1   |
| Fuenlabrada      | 4 - 1      | Recreativo Huelva | 3 - 0  | 1 - 1   |

#### Finale
Partecipano le 2 vincitrici del turno precedente per decretare la vincitrice della Segunda Division B 2018-2019.
| Squadra 1        | Totale | Squadra 2   | Andata | Ritorno |
| ---------------- | ------ | ----------- | ------ | ------- |
| Racing Santander | 1 - 2  | Fuenlabrada | 1 - 2  | 0 - 0   |

#### Verdetti
- Racing Santander e  Fuenlabrada promossi in Segunda División 2019-2020

### Piazzate
| Pos. | Gruppo 1          | Gruppo 2    | Gruppo 3     | Gruppo 4     |
| ---- | ----------------- | ----------- | ------------ | ------------ |
| 2º   | Ponferradina      | UD Logroñés | Hércules     | FC Cartagena |
| 3º   | Atlético Madrid B | Mirandés    | Villarreal B | Melilla      |
| 4º   | Real M. Castilla  | Barakaldo   | Cornellà     | Badajoz      |

#### Primo turno
Al primo turno partecipano tutte le squadre classificatesi al secondo, terzo e quarto posto nei rispettivi gironi.
| Squadra 1         | Totale     | Squadra 2    | Andata | Ritorno |
| ----------------- | ---------- | ------------ | ------ | ------- |
| Barakaldo         | 1 - 1(gfc) | Hércules     | 1 - 1  | 0 - 0   |
| Badajoz           | 3 - 4      | UD Logroñés  | 0 - 1  | 3 - 3   |
| Real M. Castilla  | 3 - 3(gfc) | FC Cartagena | 3 - 1  | 0 - 2   |
| Cornellà          | 2 - 3      | Ponferradina | 2 - 1  | 0 - 2   |
| Villarreal B      | 1 - 4      | Melilla      | 0 - 2  | 1 - 2   |
| Atlético Madrid B | 1 - 2      | Mirandés     | 0 - 0  | 1 - 2   |

#### Secondo turno
Al secondo turno partecipano le 6 squadre vincitrici del turno precedente, più le 2 squadre eliminate dal play-off "campioni"
| Squadra 1    | Totale | Squadra 2         | Andata | Ritorno |
| ------------ | ------ | ----------------- | ------ | ------- |
| Melilla      | 0 - 1  | Atlético Baleares | 0 - 0  | 0 - 1   |
| Mirandés     | 2 - 1  | Recreativo Huelva | 1 - 0  | 1 - 1   |
| Hércules     | 3 - 1  | UD Logroñés       | 3 - 1  | 0 - 0   |
| FC Cartagena | 1 - 3  | Ponferradina      | 1 - 2  | 0 - 1   |

#### Terzo turno
Al terzo turno partecipano le 4 squadre vincitrici del secondo turno, le 2 squadre vincitrici verranno promosse in Segunda Division 2019-2020.
| Squadra 1 | Totale     | Squadra 2         | Andata | Ritorno |
| --------- | ---------- | ----------------- | ------ | ------- |
| Mirandés  | 3 - 3(gfc) | Atlético Baleares | 2 - 0  | 1 - 3   |
| Hércules  | 1 - 4      | Ponferradina      | 1 - 3  | 0 - 1   |

#### Verdetti
- Mirandés e  Ponferradina promossi in Segunda División 2019-2020

## Play-out
Le quattro quintultime dei raggruppamenti a 20 squadre, dopo previo sorteggio si incontrano in due finali. Le perdenti retrocedono in Tercera División, mentre entrambe le vincenti si salvano. Come nei play-off, tutte le sfide vengono disputate in incontri di andata e ritorno. In caso di parità passa la squadra che ha segnato più gol fuori casa. Nel caso questo criterio non decreti un vincitore si giocano due tempi supplementari ed eventualmente si tirano i rigori.
| Gruppo | Pos. | Squadra      |
| ------ | ---- | ------------ |
| 1      | 16º  | Celta Vigo B |
| 2      | 16º  | Real Unión   |
| 3      | 16º  | Alcoyano     |
| 4      | 16º  | Jumilla      |

### Finali
| Squadra 1    | Totale | Squadra 2  | Andata | Ritorno |
| ------------ | ------ | ---------- | ------ | ------- |
| Jumilla      | 2 - 4  | Real Unión | 2 - 2  | 0 - 2   |
| Celta Vigo B | 2 - 0  | Alcoyano   | 1 - 0  | 1 - 0   |

### Verdetti
- Alcoyano e  Jumilla retrocedono in Tercera División.